# Кмить, Ярослав
Ярослав Кмить (словац.  Jaroslav Kmiť; 12 сентября 1979, Кошице, ЧССР) — словацкий хоккеист, левый нападающий.

## Карьера
Воспитанник хоккейной школы Кошице. Выступал за клубы словацкой экстралиги ХК «Кошице» и «Попрад». Позже играл в Дании, Румынии и Казахстане.
В составе национальной сборной Словакии провёл 18 матчей (5 голов).
Двукратный чемпион Словакии (1999, 2009), серебряный призёр (2003, 2008, 2011), бронзовый призёр (2002, 2007).
Чемпион Румынии (2013). Чемпион Казахстана (2016).
За клубную карьеру (1998—2018 гг) провёл 980 игр, набрал 714 очков (278 шайб + 436 передач), в том числе в Словацкой экстралиге 710 игр, 512 очков (205+307)